# Libická Lhotka
Libická Lhotka est un village de la commune de Libice nad Doubravou, dans le district de Havlíčkův Brod, région de Vysočina, en République tchèque.